# Edwin Argo
Edwin Yancey "Eddie" Argo, född 22 september 1895 i Hollins i Alabama, död 10 mars 1962 i Shreveport i Louisiana, var en amerikansk ryttare.
Han blev olympisk mästare i fälttävlan vid sommarspelen 1932 i Los Angeles.